# VdB 42
vdB 42 est une nébuleuse par réflexion visible dans la constellation d'Orion.
Elle est située à environ 1° au sud-ouest de la région centrale de la nébuleuse d'Orion. L'étoile qui l'illumine est l'étoile variable HD 36412, une étoile blanche de classe spectrale A7V, également binaire à éclipses et donc également désignée par l'acronyme EY Orionis. Sa variation se situe entre la neuvième et la dixième magnitude et sa période totale est d'environ 16,7 jours. La lumière de cette étoile diffuse une lumière blanc bleuté dans les gaz environnants.
Avec une parallaxe de 2,61 mas, correspondant à une distance d'environ 383 pc (∼1 250 al), la nébuleuse et son étoile associée seraient physiquement situées dans la région du nuage d'Orion, et en particulier, elle fait partie de ce même complexe nuageux qui comprend la région de gaz ionisés de la nébuleuse d'Orion, dont la partie sud-ouest, qui bifurque en direction de vdB 42, est connue sous le nom de nébuleuse d'Orion étendue. Cette région est soumise à d'intenses phénomènes de formation d'étoiles, récents et en cours, comme en témoigne la présence de nombreux objets HH et d'autres structures connectées à de jeunes objets stellaires.